# Yowie
Ten artykuł dotyczy stworzenia, którego istnienia nie potwierdza współczesna zoologia.
Yowie – w wierzeniach rdzennych mieszkańców Australii, Aborygenów, tajemniczy „dziki człowiek” (podobnie jak w Azji yeti) o wzroście ok. 3 metrów. Istnieją jednak świadkowie twierdzący, iż Yowie ma tylko 1,5 metra wzrostu. 
Istnieje wiele hipotez na temat pochodzenia tego stworzenia:
- jedna mówi, iż może to być gatunek wielkiej małpy,
- druga, że są to zdegenerowani potomkowie brytyjskich więźniów, którzy uciekli z więzień w XVIII wieku,
- trzecia twierdzi, że może to być torbacz, bowiem wiadomo, iż wiele ssaków łożyskowych ma swoje odpowiedniki wśród torbaczy,
- czwarta hipoteza traktuje o tym, iż Yowie nie jest postacią materialną, tylko zjawą,
- według piątej jest to istota pozaziemska.

Istnieją wideo, na których zarejestrowano tę postać, jest ona jednak bardzo niewyraźna i trudna do zidentyfikowania jako coś nieznanego.